# Хесдаленска светла
Хесдаленска светла је необјашњено светло које се обично може видети у долини Хесдален у Норвешкој.

## Историјски извештаји
Први извештаји о необичним светлима започињу у раним 1940-тим. Посебно велика активност Хесдаленске ватре се дешавала у децембру 1981 све до лета 1984, када су се светла могла видети 15 до 20 пута на недељу. Отада је све мање опажања и данас се може видети 10 до 20 пута на годину.
Хесдаленска ватра је најчешће бљештаво, бело или жуто светло које плута изнад тла. Понекад су се светла могла видети и више од сат времена. Постоје још неколико других врста светла која исто нису објашњена у долини Хесдален.

## Теоријска објашњења
Иако је изведен читав низ истраживања још нема доброг објашњења порекла тог свијетла. За сада има неколико хипотеза:
- Један хипотеза тврди да Хесдаленску ватру узрокује процес сагоревања облака прашине са тла из долине, која у себи има скандијума.
- једна новија хипотеза предлаже да светло настаје из грозда Кулонових кристала у плазми која настаје јонизацијом ваздуха и прашине под утицајем алфа-честица за време распада радона. Неколико физичких својстава (титрање, геометријска структура и спектар свијетла) која су осматрана на Хесдаленској ватри, могу бити објашњена са тим моделом плазме честица. Распадање радона ствара алфа-честице (емисија жутог светла хелијума) и радиоактивне елементе као полониј. 2004. Теодорани је потврдио већи степен радиоактивности на стена у близини места где су примећене Хессдаленске ватре.
- друга хипотеза тврди да Хессдаленска ватра настаје као резултат пиезоелектрицитета услед деформације стена (Такаки и ИКЕИ, 1998), зато што доста стена садржи зрна кварца која стварају појачану густину електричног набоја.[2]